# 罗思义
罗思义（本名約翰·羅斯）是一位英国学者、记者、博客作者、跨国公司顾问及经济评论家、社会主义政治活动家、英国工党党员。

## 生平
羅思義畢業於牛津大學聖凱瑟琳學院，曾为时任伦敦市长肯·利文斯通担任过经济顾问。约翰·罗斯在1960年左右加入了托洛茨基主义组织国际马克思主义集团，并快速在该组织中占据显要位置。2009年來到上海交通大学担任访问教授，领导对中国、全球金融危机及全球化的研究，後來擔任中国人民大学重阳金融研究院高級研究員。並定期为中国日报、上海日报及中国互联网新闻中心写作。
由於羅思義立場親中共，與傑佛瑞·薩克斯、馬丁·雅克、馬凱碩等經濟學家被學者黎蝸藤並列指稱為挺中四大“高級洋護法”。

## 著作
著有《撒切尔及其友人：解剖托里党》（Thatcher and Friends - the Anatomy of the Tory Party）、《一盤大棋？中國新命運解析》等書。